# Fjärilsblomster
Fjärilsblomster (Schizanthus pinnatus) är växt inom familjen potatisväxter och förekommer naturligt i Chile. Arten odlas som utplanteringsväxt eller rumsväxt i Sverige.